# Hampsonodes cirrus
Hampsonodes cirrus là một loài bướm đêm trong họ Noctuidae.